# Ovabunda arabica
Ovabunda arabica är en korallart som först beskrevs av Reinicke 1995.  Ovabunda arabica ingår i släktet Ovabunda och familjen Xeniidae.
Artens utbredningsområde är Röda havet. Inga underarter finns listade i Catalogue of Life.